# Río Blanco, Río Blanco
Río Blanco är en kommunhuvudort i Mexiko.   Den ligger i kommunen Río Blanco och delstaten Veracruz, i den sydöstra delen av landet, 220 km öster om huvudstaden Mexico City. Río Blanco ligger 1 276 meter över havet och antalet invånare är 39 543.
Terrängen runt Río Blanco är varierad. Río Blanco ligger nere i en dal. Runt Río Blanco är det ganska tätbefolkat, med 134 invånare per kvadratkilometer. Närmaste större samhälle är Orizaba, 6,4 km öster om Río Blanco. I omgivningarna runt Río Blanco växer huvudsakligen savannskog.